# تفجير غازي عنتاب (أغسطس 2016)
تفجير غازي عنتاب في 20 أغسطس 2016، في تركيا، الذي حدث خلال حفل زفاف وقد اعلنت السلطات أن حوالي خمسين قتيل وعدد كبير من الجرحى سقطو بالانفجار الذي وقع في حي أكدره بمنطقة شاهين بيه. 